# Universidad Hebrea de Jerusalén

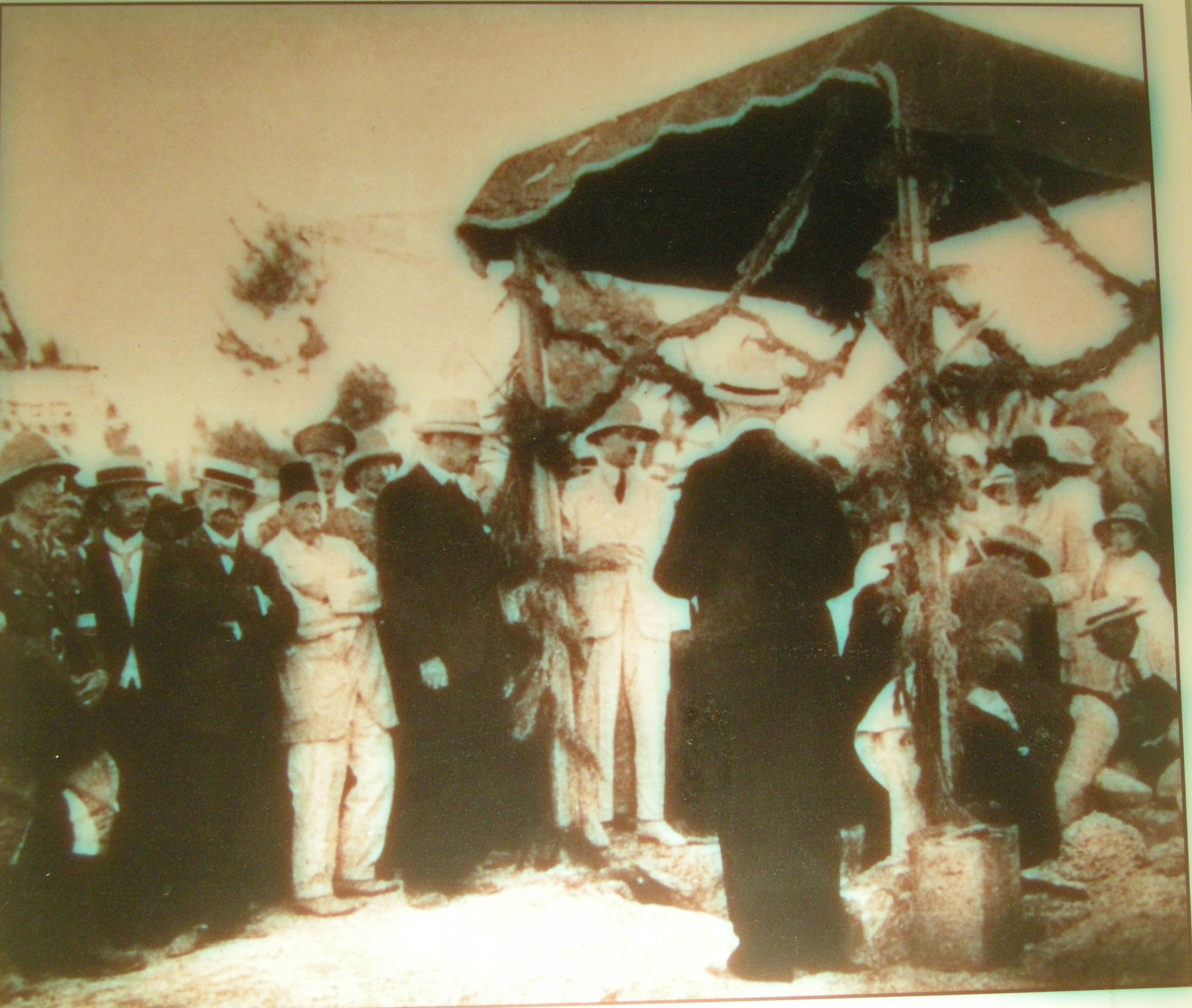
Establecimiento de la Universidad Hebrea y colocación de la piedra angular en 1918, Monte Scopus.

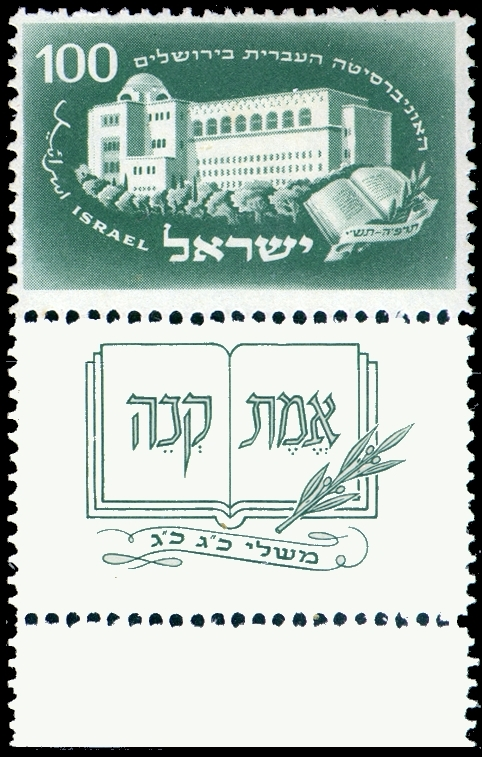
Estampilla israelí con el edificio que alberga la primera Biblioteca de la Universidad Hebrea de Jerusalén, en el Monte Scopus. Emitida en 1950.

La Universidad Hebrea de Jerusalén (en hebreo: האוניברסיטה העברית בירושלים‎, HaUniversita HaIvrit BeYerushalaim; en árabe: الجامعة العبرية في القدس‎, Al-Jāmi`ah al-`Ibriyyah fil-Quds), conocida simplemente como la Universidad Hebrea, es una universidad pública de Israel ubicada en la ciudad de Jerusalén. Fundada en 1918, fue tras el Technion la segunda universidad del Estado moderno de Israel (aunque 40 años antes de la fundación del mismo), y la primera con carácter hebreo desde sus comienzos (evitando la llamada guerra de las Lenguas). La Biblioteca Nacional de Israel, el centro más grande del mundo de estudios judíos y hebraicos, se encuentra en esta universidad.
La Universidad Hebrea cuenta con cuatro campus, tres en Jerusalén y uno en Rejovot, además de tener afiliados a cinco hospitales universitarios, incluido el Centro Médico Hadassah, y a más de cien centros de investigación. En 2018 más del tercio de los estudiantes de doctorado del país cursaban sus carreras en esta universidad.
El primer consejo de rectores de la Universidad Hebrea incluía a Albert Einstein, Sigmund Freud, Martin Buber y Jaim Weizmann. Cuatro de los primeros ministros de Israel, como muchos otros políticos y estadistas del Estado judío, se graduaron de esta universidad. Para 2020, 16 galardonados con el Premio Nobel, 2 con la Medalla Fields y 3 con el Premio Turing han sido afiliados con la misma.

## Historia
En el año 1884, durante la convención de la organización Hovevei Zion (Los Amantes de Sion) en Katowice, el Profesor Herman Zvi Shapira propuso la creación de una Universidad Judía. Esta propuesta se expuso de nuevo en el Primer Congreso Sionista celebrado en Basilea, en 1897. Quienes impulsaron con mayor fervor la propuesta fueron los integrantes de la agrupación liderada por el judío Jaim Weizmann, quien era profesor en la Universidad de Ginebra, e iba convertirse años más tarde en el primer Presidente de Israel.
En 1902, Weizmann en compañía de Berthold Feiwel y Martin Buber, solicitan la rápida constitución y financiación de una Universidad Judía en Jerusalén. Don Teodoro Herzl fue el encargado de gestionar ante el Sultán otomano un permiso para construir la universidad. En 1921, Jaim Weizmann y Albert Einstein viajaron a los Estados Unidos y recaudaron una cantidad cercana a un millón de dólares, para financiar la nueva Universidad Hebrea.
La piedra fundamental de la universidad fue colocada en el Monte Scopus en 1918, y el 1 de abril de 1925 tuvo lugar su acto inaugural, contando con la presencia de Lord Arthur Balfour, el poeta nacional hebreo Jaim Najman Biálik y Jaim Weizmann. Albert Einstein dictó la clase inaugural.
En 1948, al concluir la Guerra de Independencia de Israel, el campus del Monte Scopus quedó aislado y desconectado del resto de la ciudad, por ello la universidad se vio en el imperativo de trasladar sus actividades a otros lugares: el campus de Guivat Ram en el centro de Jerusalén, el de medicina en el Centro Médico Hadassah, en el barrio de Ein Karem, y el campus de agricultura en la ciudad de Rejovot.
En 1967, después de la reconquista del Monte Scopus en la Guerra de los Seis Días, la universidad recuperó su emplazamiento original, conservando desde entonces los cuatro lugares de enseñanza. En la actualidad cuenta con un cuerpo académico de 1.400 miembros titulares y 23.800 alumnos.

## Los cuatro campus
- Ein Karem: Facultad de medicina, facultad de odontología, y escuela de enfermería.
- Guivat Ram: Facultad de ciencias, escuela de música, y biblioteca nacional.
- Monte Scopus: Campus donde estudia el 75% de los alumnos de la universidad: Facultades de ciencias sociales, humanidades, derecho, y educación. El campus cuenta con una escuela para alumnos extranjeros, una escuela de administración y dirección de empresas, un instituto de estudios del judaísmo, una escuela de trabajo social, el instituto Mandel de estudios judíos, y el centro de enseñanza para ciegos. Dentro del campus se encuentra el instituto de estudios urbanos y regionales: Floersheimer studies y la Academia de artes y diseño Bezalel, aunque la academia no forma parte integral de la universidad.
- Rejovot: Este campus está ubicado fuera de la ciudad de Jerusalén, en Rejovot se encuentra la facultad de agronomía, la facultad de ciencias de la alimentación, y la escuela de turismo.

## Prestigio
La universidad goza de renombre internacional; en sus aulas, aprendieron o enseñaron no menos de siete Premios Nobel:
- Albert Einstein (Física, 1921)
- Daniel Kahneman (Economía, 2002)
- Aarón Ciechanover (Química, 2004)
- Abraham Hershko (Química, 2004)
- David Gross (Física, 2004)
- Israel (Robert) Aumann (Economía, 2005).
- Ada Yonath (Química, 2009)

Es también el alma mater del famoso matemático Elon Lindenstrauss, ganador de Medalla Fields de Matemática en 2010 y del presidente de Guatemala Bernardo Arévalo.
Asimismo, la Universidad es heredera única y depositaria del legado de Albert Einstein, y conserva entre sus bienes patrimoniales, todos sus documentos manuscritos.
Además, es reconocida internacionalmente por sus investigaciones en el campo de la nanotecnología, la medicina e ingeniería. Además de ser uno de los centros de formación de gran parte de los dirigentes políticos de Israel.
Según datos de 2003, la Universidad Hebrea contaba con 22.600 alumnos, habiendo otorgado hasta esa fecha más de 90.000 títulos universitarios.
El periodista de CNN Juan José Levy fue galardonado con el premio Sheffield de Investigación de Cáncer.

## Galería

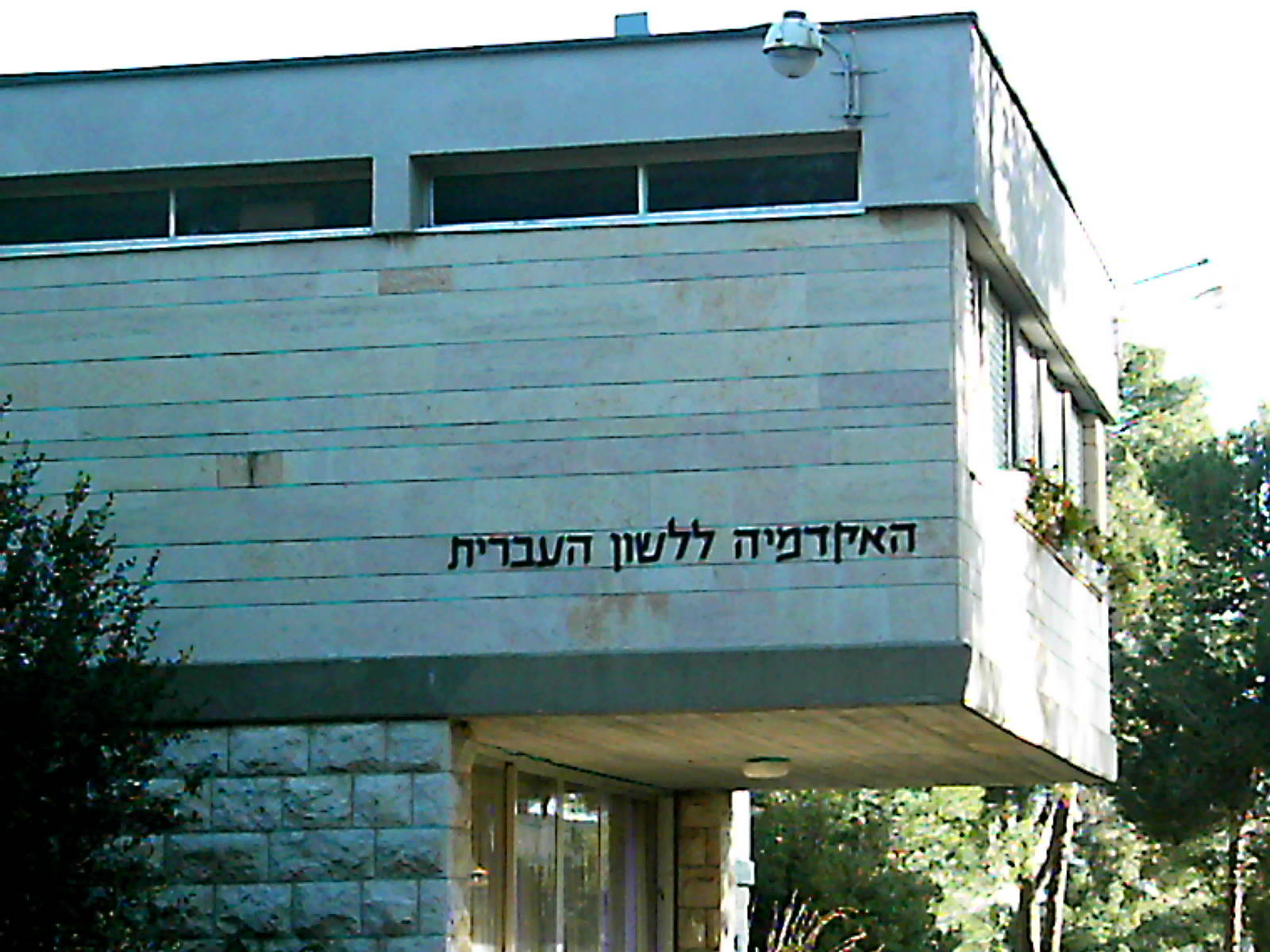
Academia del Idioma Hebreo
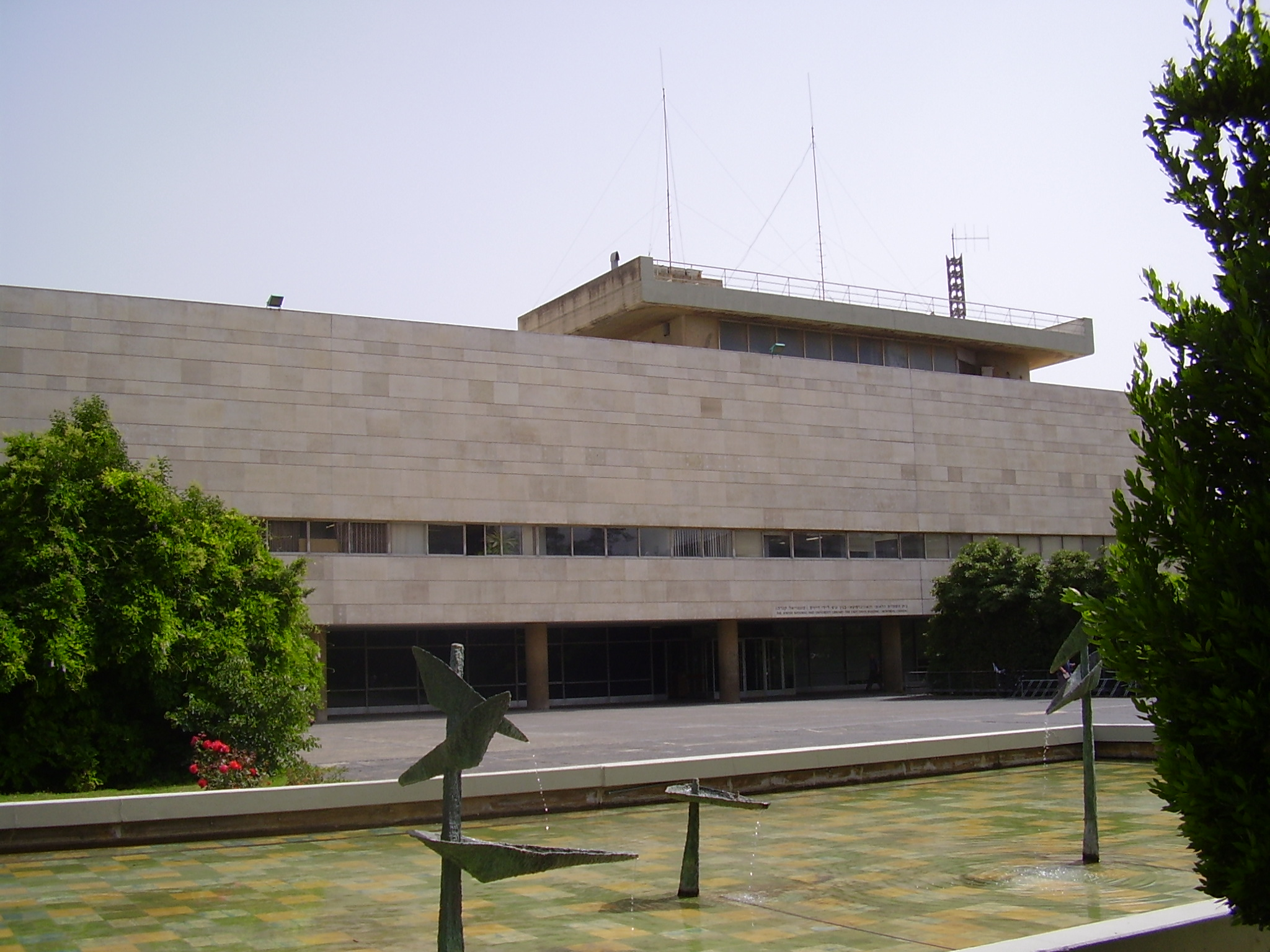
Biblioteca Nacional de Israel
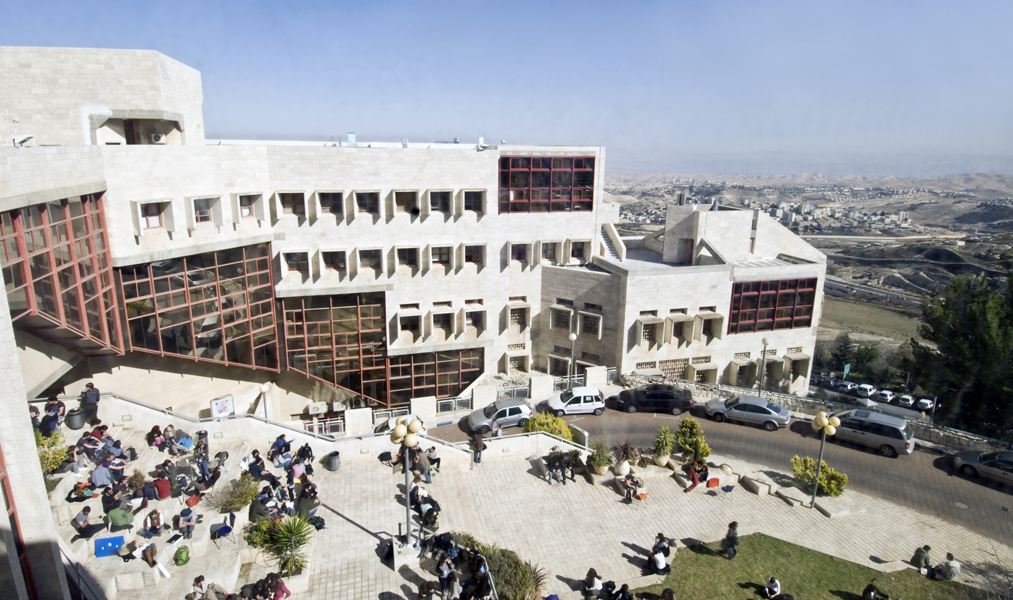
Bezalel - Academia de artes y diseño - la escuela nacional de arte de Israel
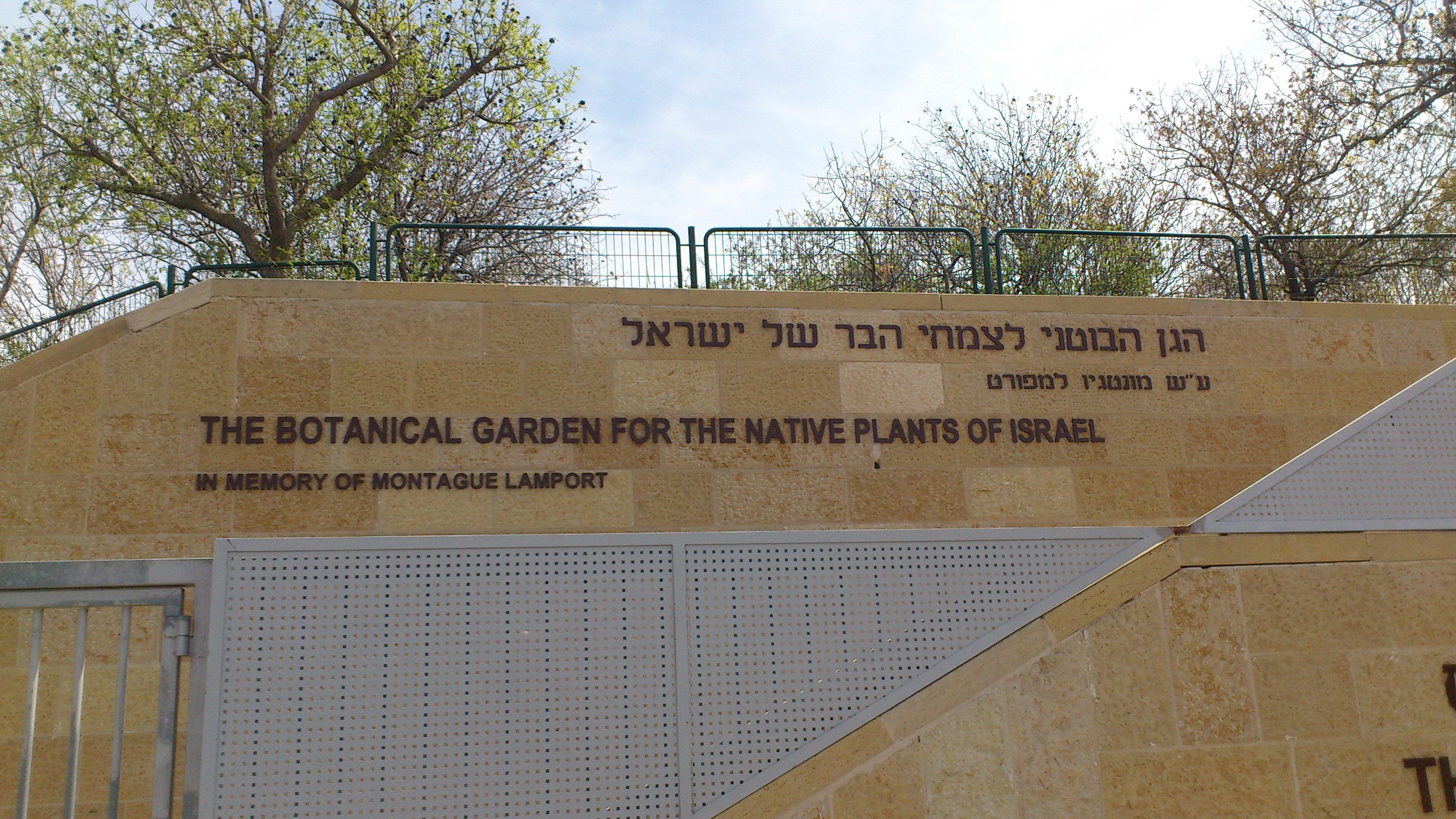
Jardín Botánico Nacional de Israel
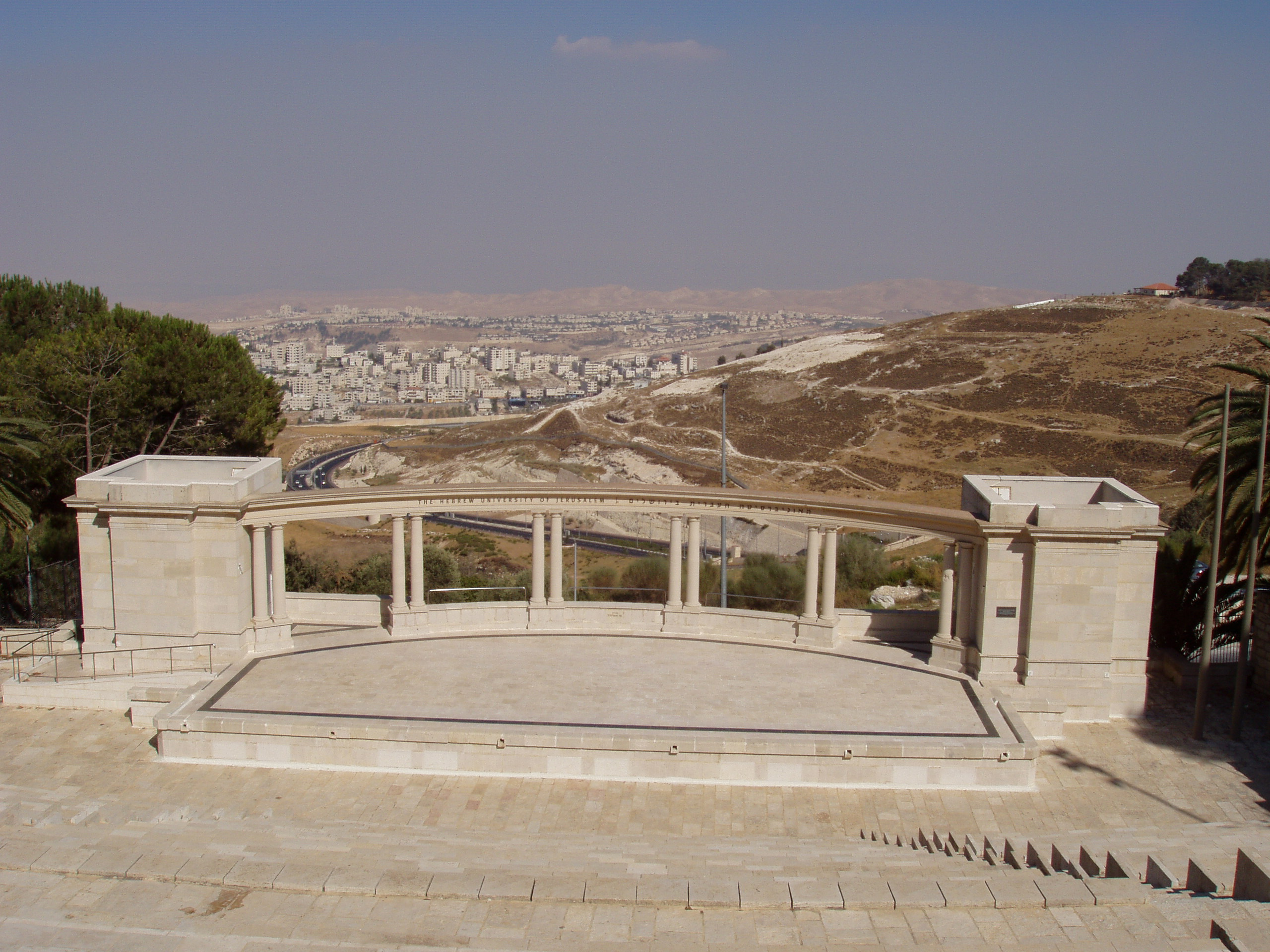
Anfiteatro en el monte Scopus. Allí se llevó a cabo la ceremonia inaugural y Albert Einstein dictó la primera clase
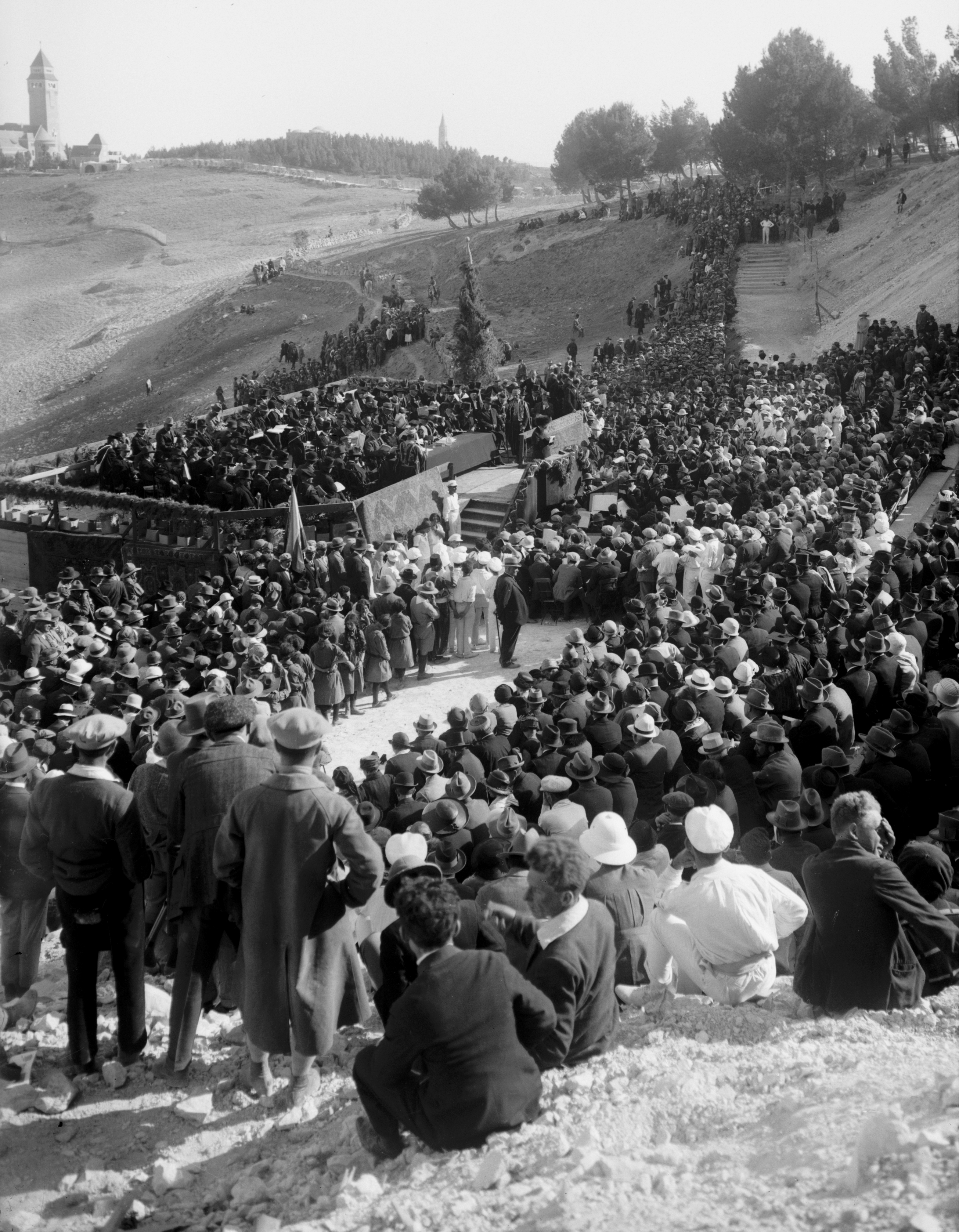
Inauguración en 1925 - Monte Scopus
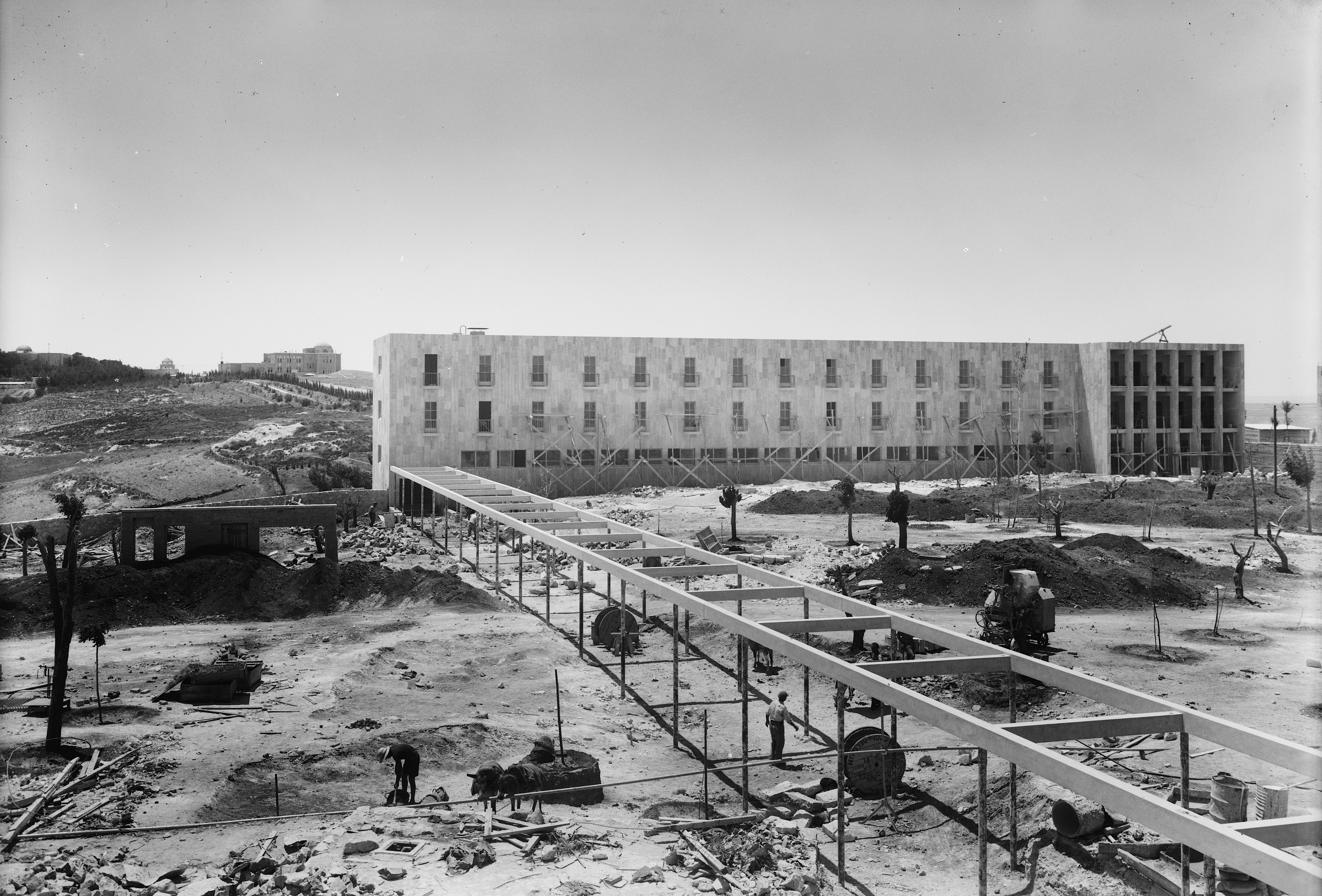
Hospital universitario en 1934 - Monte Scopus